# Senátní obvod č. 64 – Bruntál
Senátní obvod č. 64 – Bruntál je podle zákona č. 247/1995 Sb. tvořen celým okresem Bruntál a západní částí okresu Opava, ohraničenou na východě obcemi Holasovice, Neplachovice, Stěbořice, Dolní Životice, Lhotka u Litultovic, Moravice, Nové Lublice, Kružberk, Staré Těchanovice a Čermná ve Slezsku.
Současným senátorem je od roku 2016 Ladislav Václavec, nestraník zvolený za hnutí ANO. V Senátu je 2. místopředsedou Senátorského klubu ANO a SOCDEM.

## Senátoři

Zdeněk Babka
Rostislav Harazin
Jiří Žák
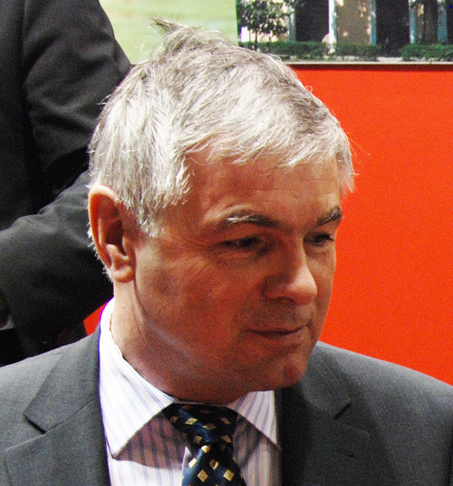
Jaroslav Palas
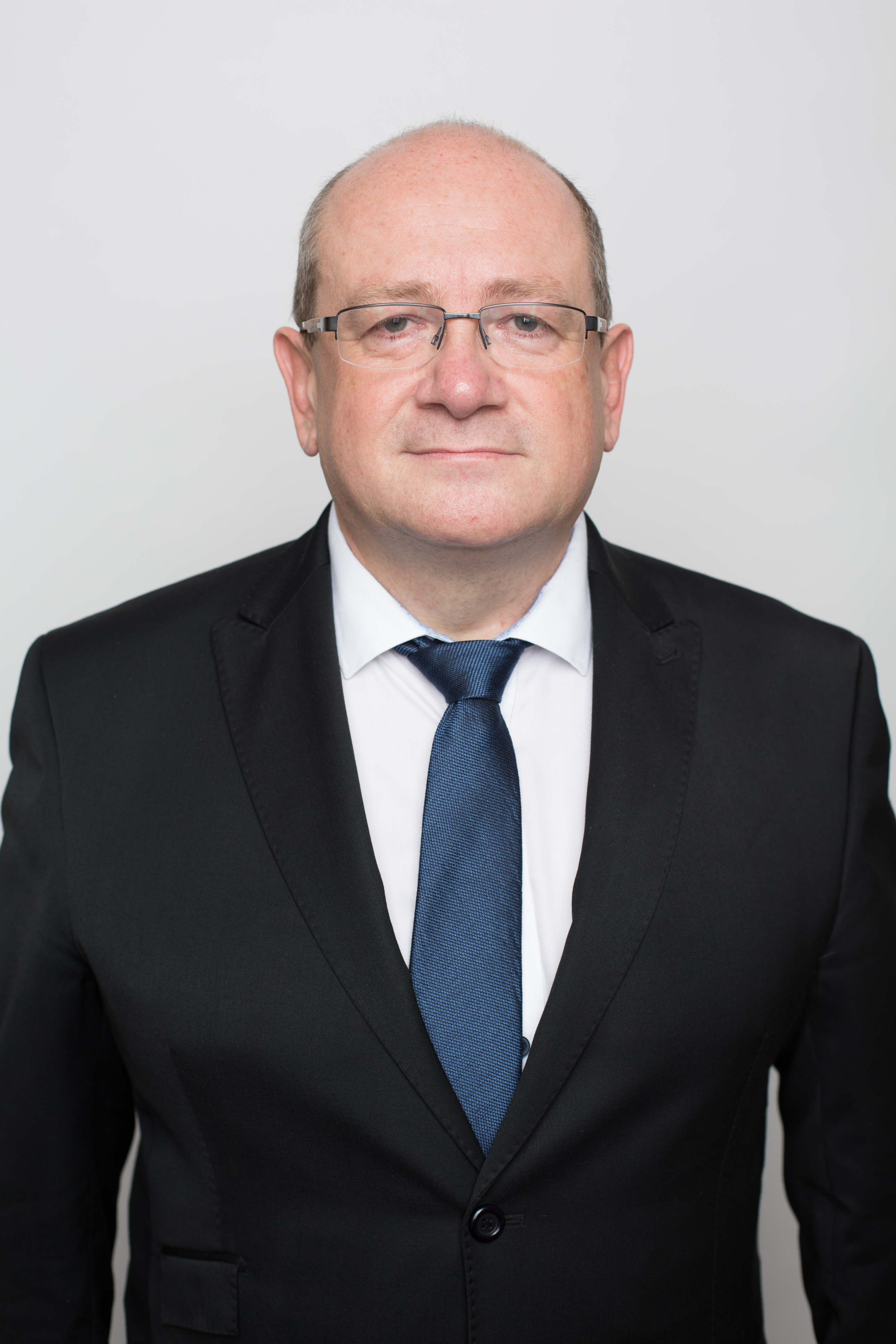
Ladislav Václavec

| Volby | Volby  | Senátor                 | Volební strana | Navrhující strana | Politická příslušnost | Odkaz  |
| ----- | ------ | ----------------------- | -------------- | ----------------- | --------------------- | ------ |
|       | 1996   | Ing. Zdeněk Babka       | ČSSD           | ČSSD              | ČSSD                  | profil |
|       | 1998   | Rostislav Harazin       | KSČM           | KSČM              | KSČM                  | profil |
|       | 2004   | Jiří Žák                | ODS            | ODS               | ODS                   | profil |
|       | 2010   | Ing. Jaroslav Palas     | ČSSD           | ČSSD              | ČSSD                  | profil |
|       | 2016   | MUDr. Ladislav Václavec | ANO            | ANO               | BEZPP                 | profil |
| 2022  | profil | MUDr. Ladislav Václavec | ANO            | ANO               | BEZPP                 |        |

## Volby

### Rok 1996
| Kandidát | Kandidát                   | Volební strana | Navrhující strana | Politická příslušnost | Počet hlasů (1. kolo) | %     | Počet hlasů (2. kolo) | %     |
| -------- | -------------------------- | -------------- | ----------------- | --------------------- | --------------------- | ----- | --------------------- | ----- |
|          | Ing. Zdeněk Babka          | ČSSD           | ČSSD              | ČSSD                  | 6 335                 | 26,83 | 14 755                | 62,93 |
|          | Karel Janyška              | ODS            | ODS               | ODS                   | 6 632                 | 28,09 | 8 691                 | 37,07 |
|          | Rostislav Harazin          | KSČM           | KSČM              | KSČM                  | 5 294                 | 22,42 | —                     | —     |
|          | PhDr. Vladimír Vocelka     | ODA            | ODA               | ODA                   | 4 123                 | 17,46 | —                     | —     |
|          | Ing. Miroslav Štěpán, CSc. | KSČ            | KSČ               | KSČ                   | 627                   | 2,66  | —                     | —     |
|          | Eduard Peřich              | SPŽRČR         | SPŽRČR            | BEZPP                 | 597                   | 2,53  | —                     | —     |

### Rok 1998
| Kandidát | Kandidát                   | Volební strana | Navrhující strana | Politická příslušnost | Počet hlasů (1. kolo) | %     | Počet hlasů (2. kolo) | %     |
| -------- | -------------------------- | -------------- | ----------------- | --------------------- | --------------------- | ----- | --------------------- | ----- |
|          | Rostislav Harazin          | KSČM           | KSČM              | KSČM                  | 7 852                 | 26,92 | 10 154                | 60,48 |
|          | MUDr. Jana Škrlová         | ODS            | ODS               | ODS                   | 5 282                 | 18,11 | 6 635                 | 39,52 |
|          | RNDr. Jaromír Foltýn       | NK             | NK                | BEZPP                 | 5 032                 | 17,25 | —                     | —     |
|          | Ing. Zdeněk Babka          | ČSSD           | ČSSD              | ČSSD                  | 4 533                 | 15,54 | —                     | —     |
|          | Luděk Jurajda              | 4KOALICE       | 4KOALICE          | US                    | 3 976                 | 13,63 | —                     | —     |
|          | Milan Glombíček            | NK             | NK                | BEZPP                 | 1 778                 | 6,10  | —                     | —     |
|          | Ing. Miroslav Štěpán, CSc. | KSČ            | KSČ               | KSČ                   | 716                   | 2,45  | —                     | —     |

### Rok 2004
| Kandidát | Kandidát               | Volební strana | Navrhující strana | Politická příslušnost | Počet hlasů (1. kolo) | %     | Počet hlasů (2. kolo) | %     |
| -------- | ---------------------- | -------------- | ----------------- | --------------------- | --------------------- | ----- | --------------------- | ----- |
|          | Jiří Žák               | ODS            | ODS               | ODS                   | 4 563                 | 23,90 | 8 533                 | 53,37 |
|          | Rostislav Harazin      | KSČM           | KSČM              | KSČM                  | 5 421                 | 28,40 | 7 453                 | 46,62 |
|          | Mgr. Ludmila Čajanová  | KDU-ČSL        | KDU-ČSL           | KDU-ČSL               | 2 371                 | 12,42 | —                     | —     |
|          | Josef Hercig           | ČSSD           | ČSSD              | ČSSD                  | 2 307                 | 12,08 | —                     | —     |
|          | JUDr. Jarmila Handlová | NK             | NK                | BEZPP                 | 1 318                 | 6,90  | —                     | —     |
|          | Bc. Stanislav Navrátil | US-DEU         | US-DEU            | US-DEU                | 779                   | 4,08  | —                     | —     |
|          | Ing. Jan Ziegler       | NEZ            | NEZ               | BEZPP                 | 759                   | 3,97  | —                     | —     |
|          | Ing. Josef Švéda       | NK             | NK                | BEZPP                 | 742                   | 3,88  | —                     | —     |
|          | Mgr. Jiří Škrabal      | SNK            | SNK               | SNK                   | 513                   | 2,68  | —                     | —     |
|          | Václav Blažek          | SP             | SP                | BEZPP                 | 312                   | 1,63  | —                     | —     |

### Rok 2010
| Kandidát | Kandidát                  | Volební strana | Navrhující strana | Politická příslušnost | Počet hlasů (1. kolo) | %     | Počet hlasů (2. kolo) | %     |
| -------- | ------------------------- | -------------- | ----------------- | --------------------- | --------------------- | ----- | --------------------- | ----- |
|          | Ing. Jaroslav Palas       | ČSSD           | ČSSD              | ČSSD                  | 11 062                | 32,69 | 12 013                | 62,56 |
|          | Jiří Žák                  | ODS            | ODS               | ODS                   | 4 775                 | 14,11 | 7 189                 | 37,43 |
|          | MUDr. Vítězslav Maláč     | KDU-ČSL        | KDU-ČSL           | BEZPP                 | 4 543                 | 13,42 | —                     | —     |
|          | JUDr. Miroslava Hustáková | NK             | NK                | BEZPP                 | 3 962                 | 11,70 | —                     | —     |
|          | Pavel Bačgoň              | KSČM           | KSČM              | KSČM                  | 3 947                 | 11,66 | —                     | —     |
|          | MUDr. Jan Síla            | NK             | NK                | BEZPP                 | 1 681                 | 4,96  | —                     | —     |
|          | MUDr. Marián Olejník MBA  | TOP 09         | TOP 09            | TOP 09                | 1 484                 | 4,38  | —                     | —     |
|          | JUDr. Vilém Urbiš         | VV             | VV                | BEZPP                 | 1 399                 | 4,13  | —                     | —     |
|          | Ing. Alfréd Roik, CSc.    | SZR            | SZR               | BEZPP                 | 984                   | 2,90  | —                     | —     |

### Rok 2016
| Kandidát | Kandidát                 | Volební strana           | Navrhující strana        | Politická příslušnost    | Počet hlasů (1. kolo) | %     | Počet hlasů (2. kolo) | %     |
| -------- | ------------------------ | ------------------------ | ------------------------ | ------------------------ | --------------------- | ----- | --------------------- | ----- |
|          | MUDr. Ladislav Václavec  | ANO                      | ANO                      | BEZPP                    | 5 883                 | 24,88 | 6 575                 | 53,40 |
|          | Mgr. Ladislav Sekanina   | KSČM                     | KSČM                     | KSČM                     | 4 394                 | 18,59 | 5 737                 | 46,59 |
|          | MUDr. Vítězslav Maláč    | KDU-ČSL                  | KDU-ČSL                  | BEZPP                    | 3 087                 | 13,06 | —                     | —     |
|          | Ladislav Velebný         | ČSSD                     | ČSSD                     | ČSSD                     | 2 881                 | 12,18 | —                     | —     |
|          | Ing. Salome Sýkorová     | SNK ED, SZ               | SNK ED                   | SNK ED                   | 1 882                 | 7,96  | —                     | —     |
|          | MUDr. Bronislav Sedláček | STAN                     | STAN                     | BEZPP                    | 1 830                 | 7,74  | —                     | —     |
|          | Jiří Žák                 | ODS, SsČR                | ODS                      | ODS                      | 1 645                 | 6,95  | —                     | —     |
|          | PhDr. Miroslav Sládek    | SPR-RSČ Miroslava Sládka | SPR-RSČ Miroslava Sládka | SPR-RSČ Miroslava Sládka | 773                   | 3,27  | —                     | —     |
|          | MVDr. Rudolf Skandera    | Úsvit                    | Úsvit                    | BEZPP                    | 655                   | 2,77  | —                     | —     |
|          | Mgr. Jaroslav Chalupa    | DSSS                     | DSSS                     | DSSS                     | 340                   | 1,43  | —                     | —     |
|          | RNDr. Radoslav Štědroň   | SSPD-SP                  | SSPD-SP                  | SSPD-SP                  | 266                   | 1,12  | —                     | —     |

### Rok 2022
Ve volbách v roce 2022 senátor Ladislav Václavec obhajoval svůj mandát za hnutí ANO. Mezi jeho pět vyzyvatelů patřila advokátka a nestranička za Trikoloru Miroslava Hustáková, která v tomto obvodu kandidovala již ve volbách v roce 2010. Koalice SPOLU (tj. ODS, KDU-ČSL a TOP 09) do voleb vyslala soukromou zemědělkyni Pavlu Löwenthalovou z KDU-ČSL. Do Senátu PČR kandidovali také bývalý ministr kultury Antonín Staněk jako nestraník za hnutí PŘÍSAHA Roberta Šlachty, krizový manažer Luděk Šarman jako nestraník za hnutí NEZ a podnikatel Ladislav Šupina z KSČM.
Dosavadní senátor Ladislav Václavec obhájil svůj mandát již v 1. kole, kdy získal nadpoloviční většinu hlasů (58,85 %).
| Kandidát | Kandidát                        | Volební strana          | Navrhující strana       | Politická příslušnost | Počet hlasů (1. kolo) | %     |
| -------- | ------------------------------- | ----------------------- | ----------------------- | --------------------- | --------------------- | ----- |
|          | MUDr. Ladislav Václavec         | ANO                     | ANO                     | BEZPP                 | 19 804                | 58,85 |
|          | MVDr. Pavla Löwenthalová        | KDU-ČSL, ODS, TOP 09    | KDU-ČSL                 | KDU-ČSL               | 4 367                 | 12,97 |
|          | JUDr. Miroslava Hustáková       | Trikolora               | Trikolora               | BEZPP                 | 3 057                 | 9,08  |
|          | Ing. Luděk Šarman               | NEZ                     | NEZ                     | BEZPP                 | 2 510                 | 7,46  |
|          | Ladislav Šupina                 | KSČM                    | KSČM                    | KSČM                  | 2 437                 | 7,24  |
|          | doc. Mgr. Antonín Staněk, Ph.D. | PŘÍSAHA Roberta Šlachty | PŘÍSAHA Roberta Šlachty | BEZPP                 | 1 471                 | 4,37  |

## Volební účast
|  | nejvyšší volební účast |  | nejnižší volební účast |

| Rok  | % (1. kolo) | % (2. kolo) |
| ---- | ----------- | ----------- |
| 1996 | 26,56       | 26,18       |
| 1998 | 37,30       | 18,34       |
| 2004 | 22,53       | 17,03       |
| 2010 | 39,82       | 26,43       |
| 2016 | 27,45       | 13,66       |
| 2022 | 40,28       | —           |